# Freedom Trail

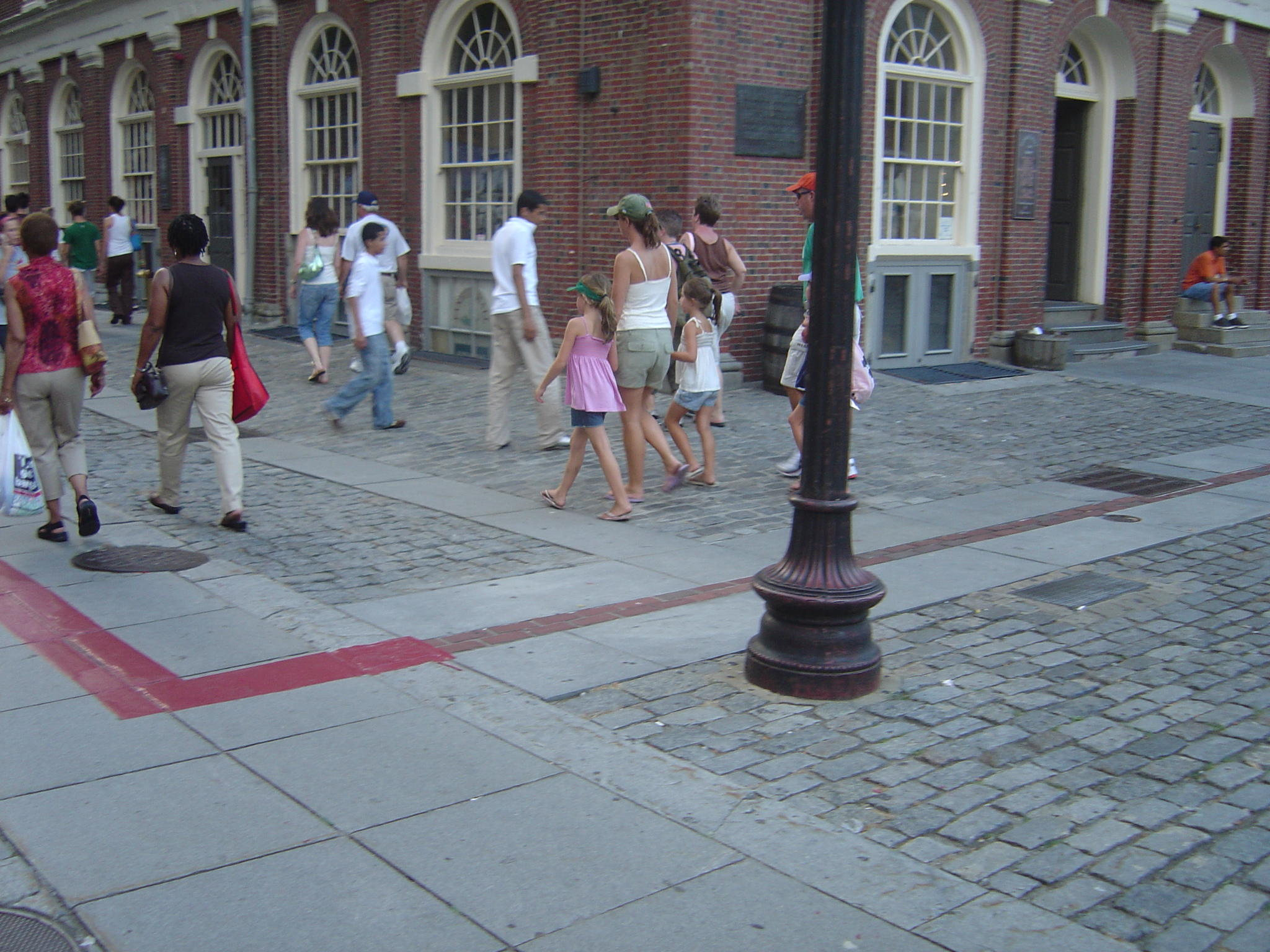
Freedom Trail près du Faneuil Hall.

Le Freedom Trail (« chemin de la Liberté ») est une ligne rouge qui permet aux touristes de suivre un circuit pour découvrir les principaux monuments et hauts-lieux de la ville de Boston, sur environ 4 kilomètres (2.5 miles). Le thème est la révolution américaine.
Les seize sites officiels de ce parcours sont :
1. Boston Common
2. Massachusetts State House
3. Park Street Church
4. Granary Burying Ground
5. King's Chapel
6. King's Chapel Burying Ground
7. Statue de Benjamin Franklin et site de la première école publique de Boston
8. Old Corner Bookstore
9. Old South Meeting House
10. Old State House
11. Site du Massacre de Boston
12. Faneuil Hall et Quincy Market
13. Maison de Paul Revere
14. Old North Church
15. USS Constitution
16. Site de la bataille de Bunker Hill